# Verner Ohlin
Verner Ohlin, född 12 april 1931 i Södra Sandsjö församling, Kronobergs län, död där 4 oktober 1993, var en svensk författare, bosatt i Hensmåla i Tingsryds kommun.
Ohlin debuterade som författare i 50-årsåldern med Där jordenes ström upprinner och gav ut sammanlagt fem böcker. Alla böckerna utspelade sig i bondesamhället och var skrivna på ett lätt ålderdomligt språk. Verner Ohlins böcker fick goda recensioner, men såldes i blygsamma upplagor.
Verner Ohlin blev som ung sjuk i tuberkulos. Han levde hela livet på familjens bondgård i Hensmåla och bildade aldrig familj. Gården sköttes med ålderdomliga metoder av hans bror och syster (vilken i slutet av 2021 fortfarande bor kvar). Vid sidan av sitt författande ägnade han sig bland annat åt träsnideri.

## Priser och utmärkelser
- 1987 – Landsbygdens författarstipendium